# Îlet Tartane
L'Îlet Tartane est une petite île inhabitée de Martinique. Elle appartient administrativement à La Trinité.

## Description
Elle est située à l'ouest de la presqu'île de la Caravelle, en face de Tartane.